# Eremobates ingens
Eremobates ingens är en spindeldjursart som först beskrevs av Cândido Firmino de Mello-Leitão 1942.  
Eremobates ingens ingår i släktet Eremobates och familjen Eremobatidae. Inga underarter finns listade i Catalogue of Life.